# Narkosearbeitsplatz

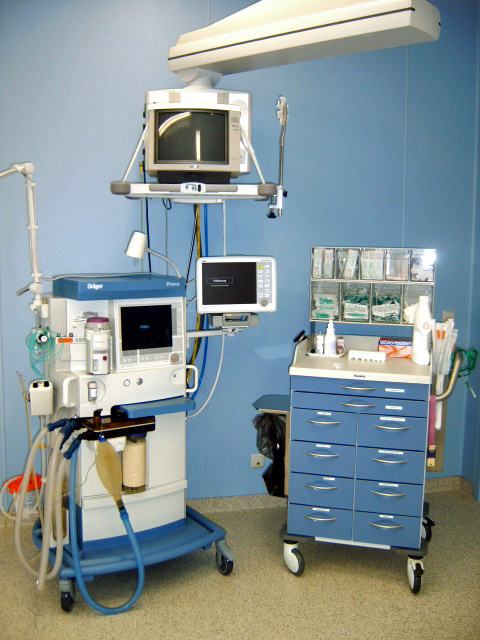
Narkosearbeitsplatz

Als Narkosearbeitsplatz oder Anästhesiearbeitsplatz wird die Gesamtheit der für die Durchführung von Narkosen benötigten Geräte und Materialien bezeichnet. Unverzichtbare Bestandteile direkt am Arbeitsplatz sind das Narkosegerät, ein EKG-Monitor, nichtinvasive Blutdruckmessung, Pulsoximetrie, Kapnometrie und Narkosegasmessung.
Kurzfristig verfügbar sollen eine EKG-Registrierung, ein Defibrillator, Temperatur-Monitoring, Notfall-Instrumentarium zum Atemwegsmanagement, Relaxometrie, ZVD-Messung, invasive arterielle Druckmessung, Infusions-/ Spritzenpumpen, Notfall-Labor und Wärmesysteme sein.